# Tidenpriset
Tidenpriset (norska:Tidenprisen), är ett norskt skönlitterärt pris som utdelades av Tiden Norsk Forlag mellan åren 1996 och 2004.  Priset skulle gå till en författare som "genom sin utgivning har förenat litterära kvaliteter med en vilja till att kommunicera med en läsande publik". 

## Pristagare
- 1996 – Tore Renberg
- 1997 – Nils Fredrik Dahl
- 1998 – Kristine Næss
- 1999 – Lars Ramslie
- 2000 – Einar O. Risa
- 2001 – Pål Christiansen
- 2002 – Arne Ruste
- 2003 – Gaute Heivoll
- 2004 – Jens M. Johansson